# Union Township (comté de Crawford, Pennsylvanie)
Pour les articles homonymes, voir Union Township.
Union Township est un township, situé au sud de la partie centrale du comté de Crawford, en Pennsylvanie, aux États-Unis,. En 2010, il comptait une population de 1 010 habitants.

## Démographie
Lors du recensement de 2010, le township comptait une population de 1 010 habitants. Elle est estimée, en 2018, à 965 habitants.

### Source de la traduction
- (en) Cet article est partiellement ou en totalité issu de l’article de Wikipédia en anglais intitulé « Union Township, Crawford County, Pennsylvania » (voir la liste des auteurs).